# Monticello (Arkansas)
Monticello è una città (city) nella Contea di Drew, nello Stato dell'Arkansas negli Stati Uniti d'America.

## Cultura

### Stazioni radio
- KGPQ 99.9 FM
- KHBM 1430 AM
- KHBM-FM 93.7 FM

### Giornali
- L'Advance Monticellonian (settimanale)

## Società

### Evoluzione demografica
"Abitanti censiti"